# (34352) 2000 RJ13
2000 RJ13 (asteroide 34352) é um asteroide da cintura principal. Possui uma excentricidade de 0.13151610 e uma inclinação de 4.37312º.
Este asteroide foi descoberto no dia 1 de setembro de 2000 por LINEAR em Socorro.